# Rastreador brasileño
El rastreador brasileño es una raza de perro de Brasil, reconocida por la Federación Cinológica Internacional en 1967.
El rastreador brasileño es un perro de caza de tipo sabueso. La raza se conoce también bajo los nombres de urrador (por su voz) o urrador americano.

## Extinción
Una plaga provocada por sobredosis de insecticida hizo desaparecer a todos sus ejemplares. La FCI y la Confederação Brasileira de Cinofilia declararon entonces esta raza como extinta. Desde entonces, se han llevado a cabo esfuerzos para re-crearla.

## Apariencia
El estándar de la raza de 1970 declaraba un tamaño entre 62 y 67 cm y muy similar a la raza del perro alemán
```
(
Coonhound
 americano).
[
2
]
```